# 太陽の怪物
『太陽の怪物』（たいようのかいぶつ、英語: The Hideous Sun Demon）は1958年に製作されたアメリカ映画であり、SF映画、ホラー映画。製作、監督、脚本、主演はロバート・クラーク。1950年代に数多く製作された、放射能によって人間や生物が怪物化する映画の一つである。モノクロ、74分、スタンダード。日本では1962年に大蔵映画にて劇場公開された。

## ストーリー
二日酔いのせいで、実験中に誤って放射線を被曝してしまったギルバート・マッケンナ博士(ロバート・クラーク)は、太陽光線に5分以上晒されると醜悪な怪物に変身する体になってしまった。失意の彼は研究所を辞め、以前にも増して奔放な生活を送るようになる。周囲の心配もむなしく、彼はたびたび変身しては人を襲い、そのため警察に追われる羽目になる。太陽の怪物に変身した彼は、ガスタンクに追い詰められたところを、拳銃で撃たれて墜落死するのだった。

## スタッフ・キャスト
- 製作、監督、原案、主演:ロバート・クラーク
- 出演:パトリシア・マニング、ナン・ピーターソン
- 原案:フィル・ハイナー
- 脚本:Ｅ.Ｓ.シーレイ.Ｊr、ドーン・ホーグ
- 撮影:ジョン・モリル
- 美術:リチャード・カサリーノ[1]
- 音楽:ジョン・シーレイ

## 制作
俳優ロバート・クラークは、1957年に『女宇宙怪人OX』に主演したさい、それが余りにひどい出来であったにもかかわらず、興行的には成功を収め歩合として相当のギャラ（利益の5%）を受け取る事が出来た。その事から、彼は同種の映画を自ら製作すれば、より大きな利益が得られると確信し、自ら製作、主演を行うことを決心した。映画のスタッフは、主にクラークの家族や友人で、約5万ドルで撮影された。
怪物の造形は、リチャード・カサリーノが500ドルで製作した。潜水用のウェットスーツに重ねて造形したというが、非常に熱くなり、スーツアクターを兼ねたロバート・クラークを苦しめた。カサリーノは後年、『呪いの深海獣』でも特徴的な半魚人風クリーチャーを製作した。

## 公開・メディア展開
この映画は、アメリカではロジャー・コーマンの『巨大カニ怪獣の襲撃』と二本立てで公開された。また、イギリスではBlood on His Lipsという、内容にそぐわないタイトルで公開された。
日本では、独立系の大蔵映画によって『沖縄怪談逆吊り幽霊 支那怪談死棺破り』と二本立てで公開されたが、この興行のポスターでは、「世界怪談集」と銘打ち、あたかも三本立てであるように見せかけた。本作は『米国（アメリカ）怪談太陽の怪物』とキャッチフレーズを付けて興行された。
この映画の家庭用ビデオは、1993年にアメリカでVHSで発売され、のち2003年にDVDが発売された。日本では2010年に廉価版DVDとして発売された。